# Diemen vasútállomás
Diemen vasútállomás vasútállomás Hollandiában, Diemen községben,  településen.

## Vasútvonalak
Az állomást az alábbi vasútvonalak érintik:
- Amsterdam–Zutphen-vasútvonal

## Kapcsolódó állomások
A vasútállomáshoz az alábbi állomások vannak a legközelebb:
- Amsterdam Science Park vasútállomás
- Weesp vasútállomás